# 申茨萊峰

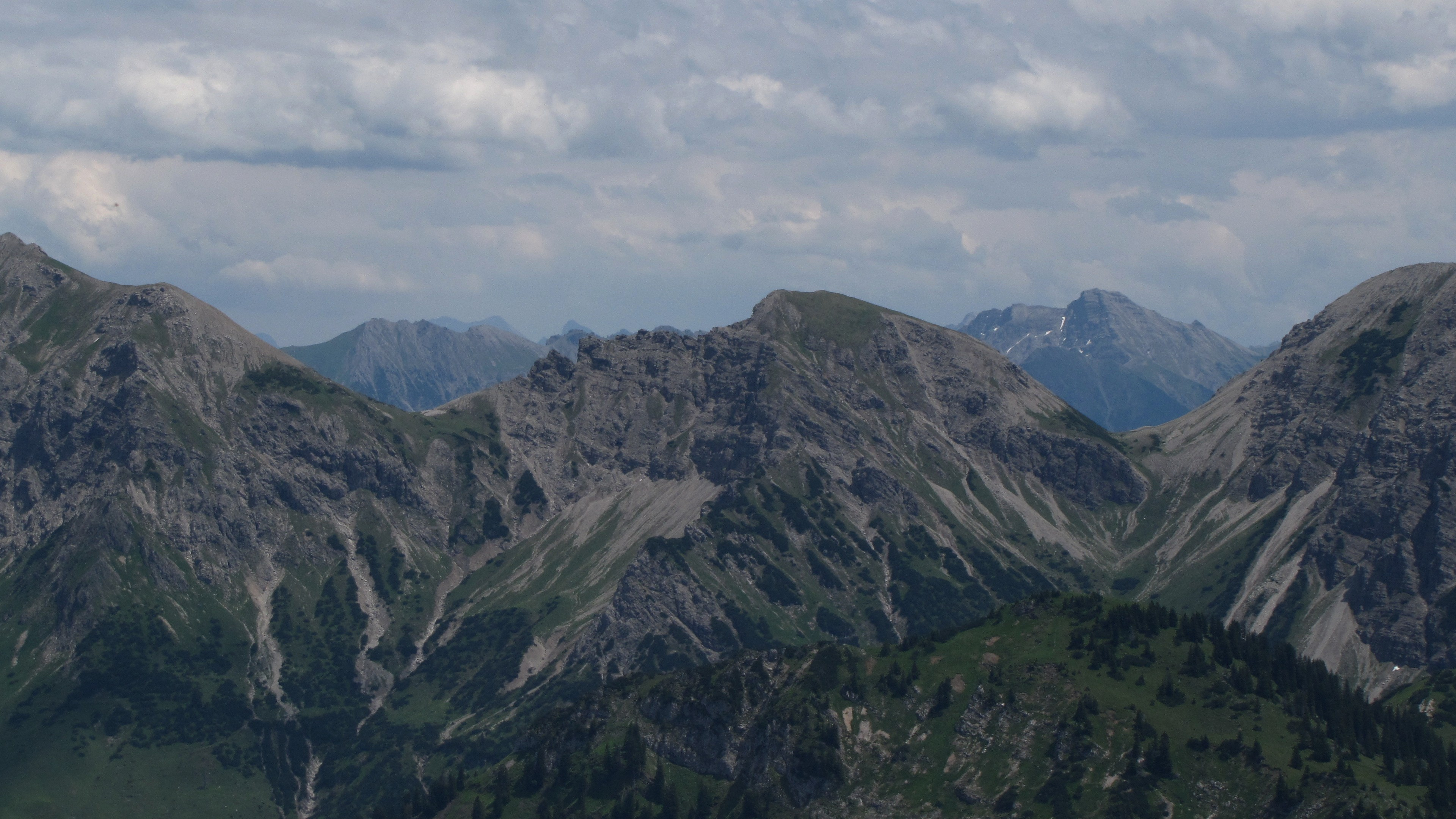

47°25′23″N 10°27′24″E / 47.42306°N 10.45667°E
申茨萊峰（德語：Schänzlespitze），是中歐的山峰，位於奧地利和德國接壤的邊境，屬於阿爾高阿爾卑斯山脈的一部分，距離拉訥山0.5公里，海拔高度2,052米，每年平均降雨量1,698毫米。